# Australische Frauen-Handballnationalmannschaft
Die australische Frauen-Handballnationalmannschaft vertritt Australien bei internationalen Turnieren im Frauenhandball.
Die australische Auswahl nahm bislang sieben Mal an der Ozeanienmeisterschaft teil. Bei allen Teilnahmen gewann das Team das Turnier. Für die Weltmeisterschaft qualifizierten sich die Australierinnen insgesamt acht Mal, wobei die vorletzten Plätze bei der WM 1999 und 2003 die besten Platzierungen waren. Die Auswahl nahm lediglich an den Olympischen Sommerspielen 2000 im eigenen Land teil.

## Aktueller Kader
Der australische Kader bei der Weltmeisterschaft 2019 besteht aus folgenden Spielerinnen:
Jemima Harbort (Queensland), Jessica Fallah (UTS), Ana Meded (Melbourne), Sally Potocki (Australien), Emma Guignard (Harbourside), Laura Player (Harbourside), Manon Vernay (Australien), Madeleine McAfee (UTS), Rosalie Boyd (Queensland), Jessie Wood (UTS), Amy Thomas (Canberra), Manon Livingstone (Nizza), Heather Cooper (Queensland), Olivia Mowat (UTS), Theresa Fitzgerald (Melbourne), Brianna Keyes (Hongkong)